# Ієн Бенкс
Ієн Бе́нкс (англ. Iain Banks; 16 лютого 1954, Данфермлайн, Шотландія — 9 червня 2013) — шотландський письменник-фантаст.

## Біографія
Батько Бенкса — офіцер Адміралтейства, а мати — професійна спортсменка, ковзанярка. Бенкс навчався в Університеті Стерлінга, вивчаючи філологію, філософію та психологію. Працював в лікарні, був садівником, двірником. У 1975 році подорожував автостопом по Європі та Північній Африці. Згодом працював на сталеливарному заводі та філіалі IBM в Шотландії. У кінці 70-х переїхав до Лондона. Тут він зустрів свою майбутню дружину Енні, з якою одружився в 1992 році. В 1988 році письменник повертається в Шотландію, оселившись в Единбурзі. Пізніше Бенкс мешкав у Північному Квінсферрі, Шотландія.

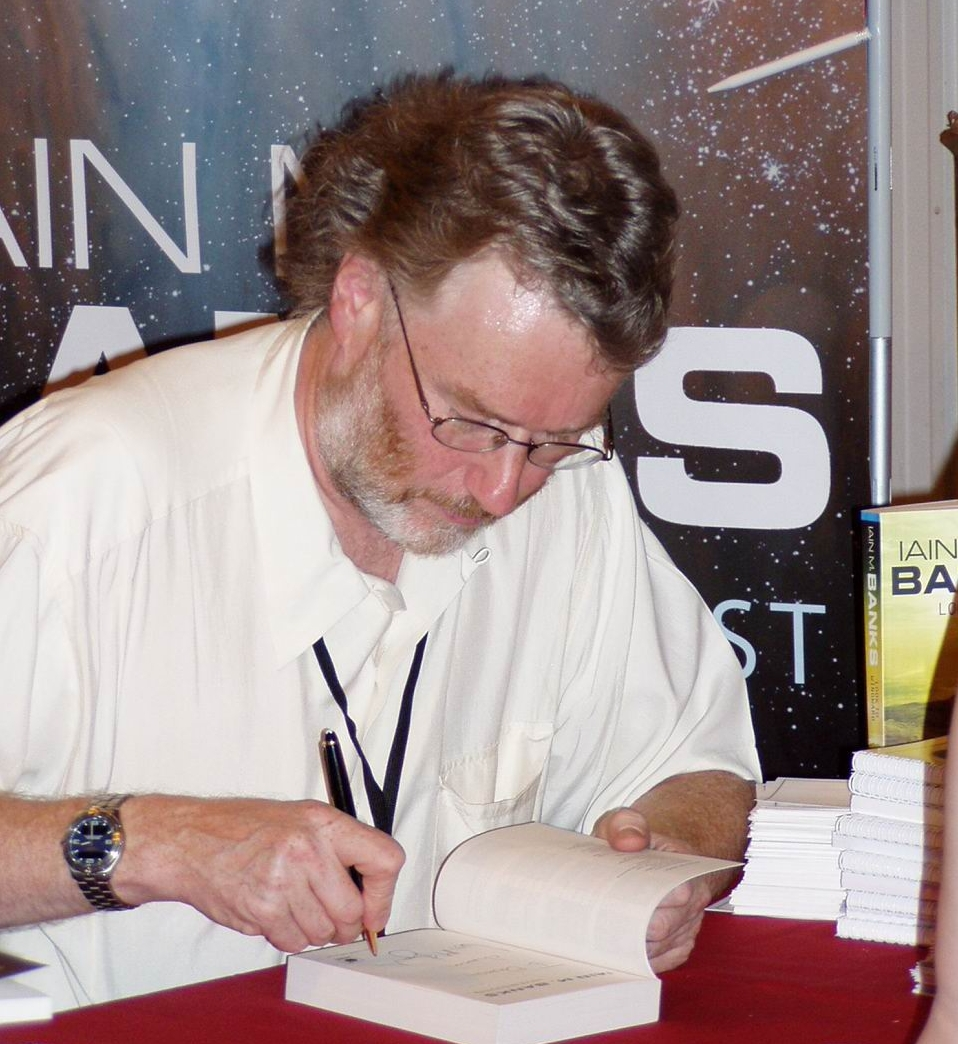
Ієн Бенкс, 2005 рік.

Перший свій роман він підготував у 1979 році, але публікація не відбулась. У доопрацьованому вигляді «Прогулянки по склу» вийшли лише через 6 років. Перший надрукований роман — «Осина фабрика» (1984), викликав небувалий ажіотаж та одразу приніс автору світову славу. Всі його подальші твори користуються великою увагою та попитом як серед простих читачів, так і серед критиків. З кінця 80-х Бенкс стає професійним письменником.
Пише як «реалістичні» твори (під іменем Iain Banks), так і науково-фантастичні (під іменем Iain M. Banks).
В одному зі своїх інтерв'ю BBC, письменник пояснив причину цього. Річ у тому, що батьки назвали його саме Iain Menzies Banks, але при реєстрації його імені відбулась помилка, в результаті чого «офіційне» ім'я письменника скоротилось до Iain Banks. Бенкс не забував про своє друге ім'я і при публікації роману «Осина фабрика» вирішив підписатись як Iain M. Banks. Але видавці через низку причин відрадили його від цієї ідеї. В результаті Iain M. Banks стала візитівкою саме фантастичних романів письменника, перший з яких — Пам'ятай про Флеба — вийшов через 3 роки після «Осиної Фабрики».
Ієн Бенкс був великим поціновувачем автомобілів — за його словами, з 2000 року він витратив на них більш ніж 150 000 фунтів.
Був активним громадським діячем. У 2004 році брав участь в акціях протесту проти чинного уряду, вимагаючи відставки тодішнього прем'єра Великої Британії Тоні Блера, через виряджання у 2003 році британських вояків до Іраку. На знак незгоди, письменник розрізав свій паспорт і відіслав його на Даунінг Стріт, 10 (резиденція прем'єр-міністра Великої Британії).
В 1999 році за підсумками голосування на вебсайті BBC News Бенкс зайняв 5-е місце в першій десятці «літературного хіт-параду тисячоліття». Він поступився В. Шекспіру, Дж. Остін, Дж. Орвелу та Ч. Дікенсу, проте випередив Дж. Толкієна, Дж. Джойса, Ф. Достоєвського, М. де Сервантеса і М. Твена.
3 квітня 2013 року Ієн оголосив, що в нього діагностували рак жовчного міхура і що він навряд чи проживе більш ніж рік. Також він сказав, що книга The Quarry, над якою він зараз працює, стане його останньою. Незабаром, 9 червня 2013 року стало відомо що письменник помер.

## Переклади українською
Видавництво Кальварія випустило переклад українською першого роману Ієна Бенкса у 2017 році.
- Ієн М. Бенкс. Осина фабрика. Переклад з англійської: Гєник Бєляков. Харків: КСД, 2017. 208 стор. ISBN 978-617-12-3847-3